# Йоганна Шнарф
Йоганна Шнарф (16 вересня 1984 , Брессаноне, Трентіно-Альто-Адідже ) — колишня італійська гірськолижниця, учасниця Олімпійських ігор, призерка етапу Кубка світу. Спеціалізувалася на швидкісних дисциплінах.

## Спортивна кар'єра
У Кубку світу Шнарф дебютувала 2004 року, а в березні 2010 року вперше і востаннє потрапила до трійки найкращих на етапі Кубка світу у швидкісному спуску. А ще 16 разів потрапляла до десятки найкращих на етапах Кубка світу, 7 у комбінації, 5 у швидкісному спуску та 4 у супер-гіганті. Найкраще досягнення Шнарф у загальному заліку Кубка світу — 21-ше місце в сезоні 2015—2016.
На Олімпіаді-2010 у Ванкувері змагалась у трьох дисциплінах: швидкісний спуск — 22-ге місце, суперкомбінація — 8-ме, супергігант — 4-те.
За свою кар'єру взяла участь у трьох чемпіонатах світу, найкраще досягнення — 6-те місце в суперкомбінації 2009 року.
Використовувала лижі виробництва фірми Fischer.
2020 року оголосила про завершення кар'єри.

## Результати в Кубку світу
Усі результати наведено за даними Міжнародної федерації лижного спорту.

### Підсумкові місця в Кубку світу за роками
| Сезон | Вік | Загальний залік | Слалом | Гігантський слалом | Супергігант | Швидкісний спуск | Гірськолижна комбінація |
| ----- | --- | --------------- | ------ | ------------------ | ----------- | ---------------- | ----------------------- |
| 2006  | 21  | 83              | —      | —                  | 47          | —                | 16                      |
| 2007  | 22  | 64              | —      | —                  | 43          | 38               | 11                      |
| 2008  | 23  | 75              | —      | —                  | 49          | 48               | 17                      |
| 2009  | 24  | 67              | —      | —                  | 44          | 49               | 13                      |
| 2010  | 25  | 28              | —      | —                  | 34          | 13               | 9                       |
| 2011  | 26  | 23              | —      | —                  | 11          | 20               | 10                      |
| 2012  | 27  | 27              | —      | —                  | 18          | 14               | 16                      |
| 2013  | 28  |                 |        |                    |             |                  |                         |
| 2014  | 29  | 77              | —      | —                  | —           | 32               | —                       |
| 2015  | 30  | 54              | —      | —                  | 37          | 24               | 15                      |
| 2016  | 31  | 21              | —      | —                  | 9           | 17               | 7                       |
| 2017  | 32  | 22              | —      | —                  | 17          | 5                | 15                      |
| 2018  | 33  | 20              | —      | —                  | 8           | 16               | 30                      |

### П'єдестали в окремих заїздах
- 2 п'єдестали — (1 ШС, 1 СГ)

| Сезон | Дата           | Місце проведення           | Дисципліна       | Місце |
| ----- | -------------- | -------------------------- | ---------------- | ----- |
| 2010  | 6 березня 2010 | Кранс-Монтана (Швейцарія)  | Швидкісний спуск | 2-ге  |
| 2018  | 21 січня 2018  | Кортіна-д'Ампеццо (Італія) | Супергігант      | 2-ге  |

## Результати на чемпіонатах світу
Усі результати наведено за даними Міжнародної федерації лижного спорту.
| Рік  | Вік | Слалом | Гігантський слалом | Супергігант | Швидкісний спуск | Гірськолижна комбінація |
| ---- | --- | ------ | ------------------ | ----------- | ---------------- | ----------------------- |
| 2007 | 22  | —      | —                  | 17          | —                | 17                      |
| 2009 | 24  | —      | —                  | —           | —                | 6                       |
| 2011 | 26  | —      | —                  | 23          | 21               | 8                       |
| 2013 | 28  | —      | —                  | —           | —                | —                       |
| 2015 | 30  | —      | —                  | —           | 28               | НС2                     |
| 2017 | 32  | —      | —                  | —           | 22               | —                       |

## Результати на Олімпійських іграх
Усі результати наведено за даними Міжнародної федерації лижного спорту.
| Рік  | Вік | Слалом | Гігантський слалом | Супергігант | Швидкісний спуск | Гірськолижна комбінація |
| ---- | --- | ------ | ------------------ | ----------- | ---------------- | ----------------------- |
| 2010 | 25  | —      | —                  | 4           | 22               | 8                       |
| 2014 | 29  |        |                    |             |                  |                         |
| 2018 | 33  | —      | —                  | 5           | —                | —                       |